# Glitterscenen
Glitterscenen är en roman av den finländska författaren Monika Fagerholm. Den är utgiven på Albert Bonniers Förlag 2009. Den är inte illustrerad och har cirka 400 sidor och finns i pocket.
Glitterscenen kan ses som en uppföljare till Fagerholms bok Den amerikanska flickan som renderade i Augustpriset 2005 för årets svenska skönlitterära bok. Den blev år 2010 nominerad till Nordiska rådets litteraturpris.